# Dubravka Ugrešić
Dubravka Ugrešić, née le 27 mars 1949 à Kutina (république socialiste de Croatie, république fédérative socialiste de Yougoslavie) et morte le 17 mars 2023 à Amsterdam (Pays-Bas),, est une écrivaine yougoslave puis croate, de langue croate et une universitaire.

## Biographie
Dubravka Ugrešić est née à Bourgas, de père croate et de mère bulgare.
Diplômée de littérature russe et de littérature comparée de l'université de Zagreb, elle travaille, de 1974 à 1993, à l'Institut de théorie de la littérature à l'université de Zagreb. Après de premières œuvres destinées aux enfants, sa veine satirique s'affirme dans Poza za prozu (Pose pour la prose) publiée en 1978. En 1981, son recueil de nouvelles Dans la gueule de la vie (Štefica Cvek u raljama života) parodie le genre du roman à l'eau de rose et s'amuse d'une confrontation entre les stéréotypes féminins et la vision crue des hommes.

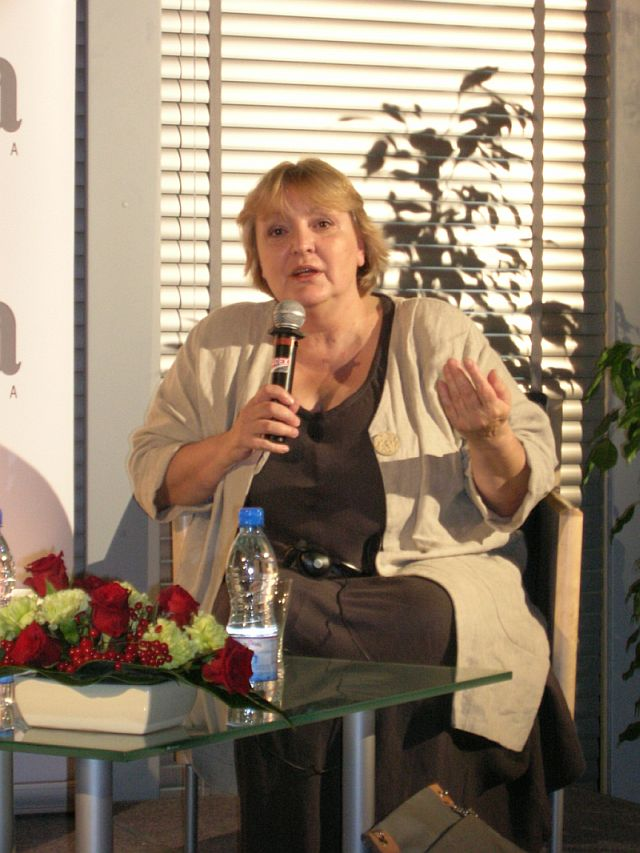
Dubravka Ugrešić en 2006.

De 1991 à 1994, réagissant à l'évolution de l'ex-Yougoslavie, elle écrit des essais contre le nationalisme, la guerre et la haine ethnique (plus tard rassemblés dans le recueil Kultura laži (littéralement : La culture du mensonge), ce qui explique pourquoi certains médias croates l'ont qualifiée de « traître », « ennemie publique » et « sorcière ». D'abord publiés dans divers périodiques européens, ces écrits sont ensuite publiés dans un livre en néerlandais en 1995, puis en allemand. La version en croate est publiée à la fin de 1996. Elle se résigne à quitter la Croatie en 1993 et vit depuis lors à l'étranger (en étant domiciliée aux Pays-Bas). Elle est invitée au Salon du Livre à Paris, consacré à l'Europe en 2019, et publie a cette occasion une tribune dans le journal Le Monde sur la question de l'autonomie de la littérature.
Elle enseigne depuis dans plusieurs universités européennes et américaines et publie dans différents journaux et magazines.

## Œuvres
- Mali plamen (livre pour enfants, 1971)
- Filip i sreća (livre pour enfants, 1976)
- Poza za prozu (1978)
- Nova ruska proza (essai, 1980)
- Štefica Cvek u raljama života (recueil de nouvelles, 1981) Publié en français sous le titre Dans la gueule de la vie, traduit par Mireille Robin[7], Paris, Plon, coll. « Feux croisés », 1997  (ISBN 2-259-02382-7)
- Život je bajka (1983)
- Forsiranje romana-reke (roman, 1988) Publié en français sous le titre L'Offensive du roman-fleuve, traduit par Mireille Robin[8], Paris, Plon, coll. « Feux croisés », 1993  (ISBN 2-259-02383-5)
- Kućni duhovi (livre pour enfants, 1988)
- Američki fikcionar (essai, 1993)
- Kultura laži (essais, 1996) Littéralement : La culture du mensonge, inédit en français, mais disponible notamment en allemand Die Kultur der Lüge et en anglais The Culture of Lies
- Muzej bezuvjetne predaje (roman, 1998) Publié en français sous le titre Le Musée des redditions sans condition, traduit par Mireille Robin[9], Paris, Fayard, 2004  (ISBN 2-213-62075-X)
- Zabranjeno čitanje (essai, 2001) Publié en français sous le titre Ceci n'est pas un livre, traduit par Mireille Robin[10], Paris, Fayard, 2005  (ISBN 2-213-62502-6)
- Ministarstvo boli (roman, 2004) Publié en français sous le titre Le Ministère de la douleur, traduit par Janine Matillon, Paris, Albin Michel, coll. « Les grandes traductions », 2008[11],[12] (ISBN 978-2-226-17966-1) ; réédition en poche en 2020 par Christian Bourgois éditeur (ISBN 978-2267032482)
- Nikog nema doma (essai), 2005 Publié en français sous le titre Il n’y a personne pour vous répondre, traduit par Janine Matillon, Paris, Albin Michel, coll. « Les grandes traductions », 2010  (ISBN 978-2-226-21512-3)
- Baba Jaga je snijela jaje, (roman) 2009 Publié en français sous le titre Baba Yaga a pondu un œuf, traduit par Chloé Billon, Paris, Christian Bourgois, 2021, 444 pages  (ISBN 978-2-2670-4377-8)
- Napad na minibar, (essai) 2010 Publié en français sous le titre Karaoke Culture, traduit par Pierre-Richard Rouillon, Paris, Galaade, coll. « Auteur de vue », 2012[13] (ISBN 978-2-35176-179-3)
- Pocetnica za nepismene, 2010
- Lisica, (roman) 2017
  - Publié en français sous le titre La Renarde, traduit par Chloé Billon, Paris, Christian Bourgois, 2023, 480 pages  (ISBN 9782267052275)

## Récompenses et prix
Dubravka Ugrešić est lauréate de nombreux prix littéraires, notamment :
- 1988 : prix Meša-Selimović pour L'Offensive du roman-fleuve
- 1996 : prix européen de l'essai Charles-Veillon pour The Culture of Lies[14]
- 2016 : Neustadt International Prize for Literature[15]

#### Articles de presse
- Rédaction LM, « D'autres mondes. Traduit du serbo-croate », Le Monde,‎ 29 octobre 1993 (lire en ligne).
- Rédaction LM, « Prix littéraires. », Le Monde,‎ 25 octobre 1996 (lire en ligne).
- Jean-Louis Perrier, « Zagreb toujours sous la menace des ultranationalistes », Le Monde,‎ 30 novembre 1996 (lire en ligne).
- Geneviève Brisac, « Les objets trouvés », Le Monde,‎ 7 octobre 2004 (lire en ligne).
- Nathalie Levisalles, « Uniques objets. Inventaire d'exil par la Croate Dubravka Ugresic. », Libération,‎ 21 octobre 2004 (lire en ligne).
- Florence Noiville, « Produits de saison », Le Monde,‎ 1er septembre 2005 (lire en ligne).
- Nathalie Levisalles, « Ceci n'est pas un article », Libération,‎ 10 novembre 2005 (lire en ligne).
- Nathalie Levisalles, « Titonic ta mère », Libération,‎ 4 septembre 2008 (lire en ligne).
- Fabienne Pascaud, « Le Ministère de la douleur », Télérama,‎ 20 septembre 2008 (lire en ligne).
- Émile Rabaté, « Perroquets de tous les pays », Libération,‎ 7 novembre 2012 (lire en ligne).